# Altenbersko-teplická kaldera
Altebersko-teplická kaldera neboli teplický ryolit je kaldera a vyhaslá sopka, která se rozpíná se mezi městy Teplice v České republice a Altenberg v Německu. Jedná se o kalderu o rozloze 18×35 kilometrů. Vulkanický komplex byl aktivní v prvohorách, přesněji mezi 318 miliony let a 312 miliony let. Nejvyšší intenzity dosahoval mezi 314–312 miliony lety. Celkový objem vyvrženého materiálů je odhadnutý na 350 km³ za období aktivity vulkánu. Vznik kaldery byl doprovázen erupcí, která vyvrhla okolo 100 km³, což odpovídá VEI7 na indexu vulkanické aktivity. Explozivní ignimbritovou erupcí, která vytvořila samotnou kalderu, bylo vyvrženo obrovské množství pyroklastického materiálu. Důkazem je i tuf Bělka, který se rozkládá na velké části středočeských a západočeských pozdně orogenních pánvích. Erupcí byla také zasažena velká část střední Evropy. Například v oblasti Řezna 220 km vzdálené od kaldery se uložila 10 cm mocná vrstva sopečného popela.